# Hinterer Brochkogel
Der Hintere Brochkogel (früher auch Pröchkogel genannt) ist mit 3623 m ü. A. (auch 3624 m, 3635 m und 3628 m) der dritthöchste Berg im Weißkamm der Ötztaler Alpen, im österreichischen Bundesland Tirol. Sein Gipfelpunkt liegt auch im Sommer unter Firn verborgen. Er hat die Form einer flachen Pyramide, die nach Norden, Südosten und Südwesten ausgeprägte Grate sendet. Der Berg ist von der Breslauer Hütte aus zu erreichen und gilt als kürzere Alternative zur Wildspitze. Die erste durch Quellen belegte Besteigung des Berges erfolgte am 2. August 1858 durch Albert Wachtler, später Vorsitzender der Sektion Bozen des DuOeAV. Geführt wurde er von Leander Klotz aus Vent.

## Lage und Umgebung
Der Berg liegt gut acht Kilometer Luftlinie südsüdwestlich von Mittelberg im Pitztal. Benachbarte Gipfel sind im Osten, getrennt durch das Mitterkarjoch (3468 m), die Wildspitze mit 3772 Metern Höhe, im Süden, getrennt durch das Vernagtjoch (3400 m), der 3565 Meter hohe Vordere Brochkogel und im Westen, getrennt durch das Brochkogeljoch (3423 m), die Petersenspitze mit 3484 Metern Höhe. Der Hintere Brochkogel ist vollständig von Gletschern umgeben. Im Norden liegt das Nährgebiet des Taschachferners, im Südosten der Mitterkarferner und im Südwesten der Hochvernagtferner. Das Bergsteigerdorf Vent liegt in gut fünf Kilometern Entfernung in südöstlicher Richtung.

## Stützpunkte und Besteigung
In der Mitte des 19. Jahrhunderts bot der Bergführer Leander Klotz aus Vent zahlenden Touristen Bergfahrten zu den Gletschern und Gipfeln des Gebietes an und empfahl allen, die er nicht genau einschätzen konnte, den Hinteren Brochkogel als Alternative zur viel schwieriger zu besteigenden benachbarten Wildspitze. Der Normalweg, der leichteste Anstieg, auf den Hinteren Brochkogel führt als Hochtour mit entsprechender Ausrüstung über den Südgrat. Ausgangspunkt ist die auf 2844 Metern Höhe gelegene Breslauer Hütte. Von der Hütte aus verläuft der Weg in nordwestlicher Richtung auf einem Steindaubenweg zum Mitterkarferner, und dann zum Mitterkarjoch auf den obersten Teil des Taschachferners. Dann führt der Weg weiter in westlicher Richtung über den Taschachfirn bis zum felsigen Ansatz des Südostgrats über Schutt und in leichter Bruchkletterei zum Gipfel. Die Gehzeit beträgt, laut Literatur, etwa 3½ Stunden. Andere Stützpunkte sind das Taschachhaus (2434 m), die Vernagthütte (2766 m) und die Braunschweiger Hütte auf 2759 Metern Höhe.